# Asphyxia
「asphyxia」（アスフィクシア）は、日本のロックバンド・Cö shu Nieの通算2作目のシングル。2018年6月6日にSony Music Associated Recordsより発売。

## 概要
- 前作「OVERLAP」から約2か月振りのリリース[3]。
- 通常盤と期間生産限定盤の2形態で発売[4]。
- 期間生産限定盤のジャケットは『東京喰種トーキョーグール』の原作者である石田スイによる描き下ろしイラスト[5]。
- 2018年3月16日、TVアニメ『東京喰種トーキョーグール:re』のPVにて「asphyxia」の一部音源が公開された[6][7]。
- 同年4月3日、「asphyxia」のミュージック・ビデオが公開[8]。
- 翌4月4日、「asphyxia」の先行配信が開始[9]。
- 同年5月16日、「最終列車」の先行配信が開始[10][11][12]。
- 同年5月18日、期間生産限定盤のジャケットが公開[10]。

## ミュージック・ビデオ
ミュージック・ビデオは、rokapenisこと斉藤洋平が監督を務めた映像作品。現代サーカスグループ「仕立て屋のサーカス」に携わる照明作家の渡辺敬之によるライティングの中でバンドが演奏する姿と、フラワーアーティストの相壁琢人がディレクションを担当した花の数々を映したカットで構成された内容となっている。

## 楽曲説明
1. asphyxia
  - TVアニメ『東京喰種トーキョーグール:re』オープニング・テーマ[2][13][14]
  - 「asphyxia」（和訳：【名詞】呼吸停止、窒息、仮死）と名付けられた楽曲名は、石田スイが名付けたものとなっている[2]。
  - 2018年3月31日、文化放送「エジソン」で行われる”東京喰種特集”内でフルサイズ音源が初オンエア[4][15]。
2. 最終列車
  - 2018年5月16日、先行配信開始[10][11][12]。
3. PERSON.
  - 中村が16歳の頃に書いた曲[16]。
  - 中村は「この曲はいろんなアレンジがあって、ピアノボーカルのバージョンもあるし、ギターボーカルも何パターンかあったり、「another person.」とか「ö=person」とかいろいろ曲名を変えながらも、表現はすごくシンプルで。今でも最初に書いた歌詞を変えずにそのまま歌うことができる曲なんです。そのぶんその言葉に対しての私の感じ方や表現の仕方が変わることで、音のムードが変わっていったりもする」という[16]。

## 収録内容

### 通常盤
| 全作詞・作曲: 中村未来、全編曲: Cö shu Nie。 |              |          |            |      |
| #                                            | タイトル     | 作詞     | 作曲・編曲 | 時間 |
| 1.                                           | 「asphyxia」 | 中村未来 | 中村未来   | 2:55 |
| 2.                                           | 「最終列車」 | 中村未来 | 中村未来   | 2:48 |
| 3.                                           | 「PERSON.」  | 中村未来 | 中村未来   | 3:55 |
| 合計時間:                                    | 合計時間:    | 9:38     |            |      |

### 期間生産限定盤
※2018年9月末まで
| 全作詞・作曲: 中村未来、全編曲: Cö shu Nie。 |                       |          |            |      |
| #                                            | タイトル              | 作詞     | 作曲・編曲 | 時間 |
| 1.                                           | 「asphyxia」          | 中村未来 | 中村未来   | 2:55 |
| 2.                                           | 「最終列車」          | 中村未来 | 中村未来   | 2:48 |
| 3.                                           | 「PERSON.」           | 中村未来 | 中村未来   | 3:58 |
| 4.                                           | 「asphyxia」(TV edit) | 中村未来 | 中村未来   | 1:29 |
| 合計時間:                                    | 合計時間:             | 11:10    |            |      |

| 全作詞・作曲: 中村未来、全編曲: Cö shu Nie。 |                                                                    |          |            |      |
| #                                            | タイトル                                                           | 作詞     | 作曲・編曲 | 時間 |
| 1.                                           | 「asphyxia」(Music Video)                                          | 中村未来 | 中村未来   | 3:13 |
| 2.                                           | 「TVアニメ“東京喰種トーキョーグール:re” Non-credit Opening Movie」 | 中村未来 | 中村未来   | 1:39 |
| 合計時間:                                    | 合計時間:                                                          | 4:52     |            |      |

## 特典
| 店舗           | 特典                 | 備考     |
| -------------- | -------------------- | -------- |
| タワーレコード | オリジナルステッカー | [ 注 1 ] |
| アニメイト     | A3サイズポスター     | [ 注 2 ] |

## asphyxia - From THE FIRST TAKE
「asphyxia - From THE FIRST TAKE」（アスフィクシア フロム ザ ・ファースト・テイク）は、日本のロックバンド・Cö shu Nieの6作目の配信限定シングル。2020年7月24日にソニー・ミュージックレーベルズより発売。

### 楽曲説明 (From THE FIRST TAKE)
『THE FIRST TAKE』の第3弾。
ピアノの弾き語りを披露し、高い歌唱力とめまぐるしく変化する声の表情で多くの視聴者を魅了した。 
この曲の音源配信開始にあわせてハイレゾ配信も決定しており、一発撮りの緊張感がそのまま感じられるような音源になっている。TK from 凛として時雨「unravel - From THE FIRST TAKE」「copy light - From THE FIRST TAKE」は、SpotifyのCanvas機能で「THE FIRST TAKE」のループ映像と共に楽曲を楽しめる。 
そして、同3曲を含む『THE FIRST TAKE』の配信音源を集めたプレイリスト『FROM THE FIRST TAKE』、『THE FIRST TAKE』で歌唱された楽曲のオリジナル音源を集めたプレイリスト『ORIGINALS』が各配信サービスにて公開された。

### 収録内容 (From THE FIRST TAKE)
| 全作詞・作曲・編曲: 中村未来。 |                                    |          |            |      |
| #                              | タイトル                           | 作詞     | 作曲・編曲 | 時間 |
| 1.                             | 「asphyxia - From THE FIRST TAKE」 | 中村未来 | 中村未来   | 4:40 |
| 合計時間:                      | 合計時間:                          | 4:40     |            |      |

## 収録アルバム
| 発売日         | タイトル                                                                  | 備考       |
| -------------- | ------------------------------------------------------------------------- | ---------- |
| 2018年10月24日 | Aurora                                                                    | piano ver. |
| 2019年3月27日  | 東京喰種トーキョーグール AUTHENTIC SOUND CHRONICLE Compiled by Sui Ishida |            |
| 2019年12月11日 | PURE                                                                      |            |

## カバー
- ラオン・リー - 配信限定シングル「東京喰種:re OP - Asphyxia -」に収録[20]。
- Selphius - 配信限定シングル「Asphyxia『東京喰種:re』に収録[21]。